# Jean Ier de Deux-Ponts
Jean Ier de Deux-Ponts (8 mai 1550 - † 12 août 1604 à Germersheim, Palatinat du Rhin) est duc-palatin de Deux-Ponts de 1569 à sa mort, il est également le généalogiste de sa maison.

## Biographie
Jean est le second fils du comte palatin et duc Wolfgang de Deux-Ponts (1526-1569) et d'Anne de Hesse (1529-1591), fille du landgrave de Hesse, Philippe.
Son frère aîné Philippe Louis de Neubourg reçoit la principauté de Neubourg, Jean reçoit celle de Deux-Ponts. Héritant d'une principauté endettée, Jean rejoint Deux-Ponts en 1575. En 1578, il bascule du Luthéranisme à la confession Calviniste, ce qui le met en opposition avec ses frères. Durant toute sa vie, Jean souffre d'un handicap qui le fait boiter.
La tombe de Jean dans l'église Saint-Alexandre de Deux-Ponts a été détruite durant la Seconde Guerre mondiale.

## Mariage et descendants
Jean épouse, en 1579, dans le Bad Bergzabern Madeleine de Clèves (1553-1633), fille du duc Guillaume de Clèves, avec lequel il a les enfants suivants:
- Guillaume Louis (1580-1581)
- Marie Élisabeth (1581-1637) ∞ 1601, Georges-Gustave de Palatinat-Veldenz
- Anne Madeleine († 1583)
- Jean II de Deux-Ponts (1584-1635), duc palatin de Deux-Ponts
  - 1604, la princesse Catherine de Rohan (1578-1607)
  - 1612, la comtesse palatine Louise Julienne de Simmern (1594-1640)
- Frédéric Casimir de Deux-Ponts-Landsberg (1585-1645), comte palatin de Deux-Ponts-Landsberg marié à la princesse Émilie d'Orange-Nassau (1581-1657)
- Élisabeth Dorothée (1586-1593)
- Fils († 1588)
- Jean Casimir de Deux-Ponts-Kleeburg (1589-1652), comte palatin de Deux-Ponts-Kleeburg ∞ la princesse Catherine Vasa (1584-1638)
- Fille († 1590)
- Jacqueline Henriette Amélie (1592-1655) ∞ 1638, le comte François Jacob de Pestacalda († 1645)
- Fils († 1593)